# 原初水平律

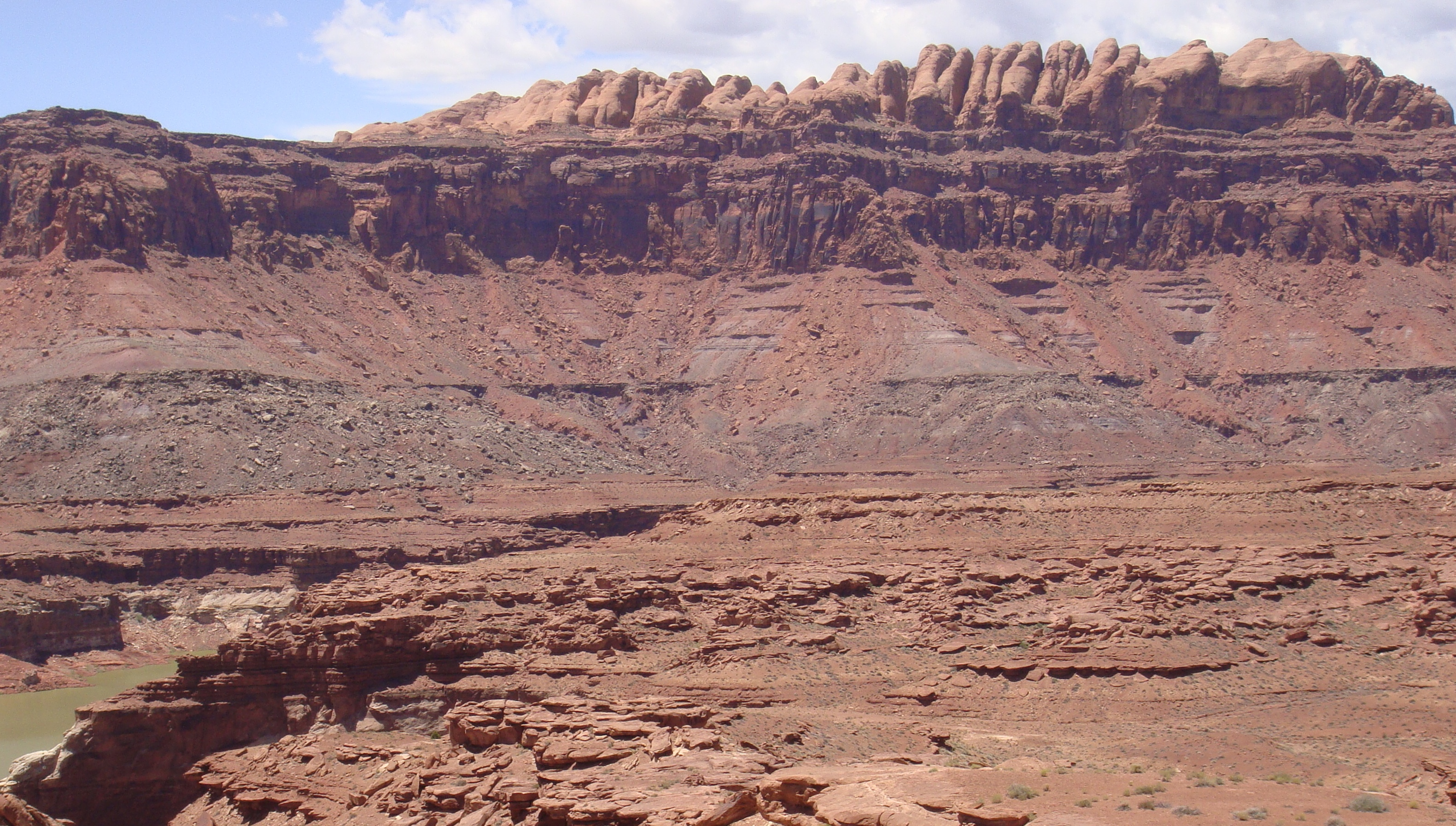
從寒武紀到侏羅紀，科羅拉多大峽谷的地層始終在水平沈積

原初水平律（英語：The Principle of Original Horizontality）是一个地質學定律，它陳述為：由於重力，沈積物最初總是沈積與平行與水平面的平面上。這一定律最開始由丹麥地理學家尼古拉斯·斯坦諾提出，對於相對測年以及地層學具有重要意義。
從這一定律得出，傾斜的地層受到過外力影響。人們從而得知，地球不是靜止的，強大的力量已經長期存在。其後進一步得出了板塊構造學的結論，證實了大地殼板塊的運動和碰撞是地層折疊的原因。
作為斯坦諾定律之一，原初水平律在地質科學的萌芽時期表現良好。 但是，現在人們知道不是所有的沉積層都是純水平沉積的。 一個主要的例子是沙丘，其表面較粗的顆粒狀沉積物（例如沙子）可能以高達15度的角度沉積，並由於顆粒之間的內部摩擦而被阻止，這可以不借助外力的情況下放置它們塌落成較小的角度。這被稱為休止角。